# Општина Берка (Бузау)
Берка (рум. Berca) општина је у Румунији у округу Бузау.
Oпштина се налази на надморској висини од 163 m.